# یواس‌اس اوریول (ای‌ام-۷)
یواس‌اس اوریول (ای‌ام-۷) (به انگلیسی: USS Oriole (AM-7)) یک کشتی بود که طول آن ۱۸۷ فوت ۱۰ اینچ (۵۷٫۲۵ متر) بود. این کشتی در سال ۱۹۱۸ ساخته شد.